# 애벌랜치 소프트웨어
애벌랜치 소프트웨어(Avalanche Software)는 미국 유타주 솔트레이크시티에 위치한 비디오 게임 개발사이다. 1995년 10월 존 블랙번을 포함한 프로그래머 4명이 설립했으며, 2005년 5월 월트 디즈니 컴퍼니에게 인수되어 게임 부문인 디즈니 인터랙티브 스튜디오에 속하게 되었다. 하지만 2016년 5월, 장난감 게임 시장이 쇠퇴함에 따라 월트 디즈니 컴퍼니는 애벌랜치 소프트웨어를 폐쇄했다. 그러나 2017년 1월 워너 브라더스에게 인수되어 게임 부문인 워너 브라더스 인터랙티브 엔터테인먼트에 속하게 되어 비디오 게임 개발을 담당하게 되었다.